# یوسف بن عمر ثقفی
یوسف بن عمر ثقفی (؟ -۷۴۵م) پسرعموی حجاج بن یوسف، والیِ اُموی بر یمن، عراق و خراسان از سوی هشام بن عبدالملک بود. یزید سوم او را برکنار و حبس کرد. یوسف در زندان درگذشت.